# Polikarpow ITP
Bei der Istrebitel Tjaschely Puschetschny (russisch Истребитель Тяжелый Пушечный ‚Schweres Kanonen-Jagdflugzeug‘) aus dem Entwicklungsbüro von Nikolai Polikarpow – abgekürzt auch als Polikarpow ITP bezeichnet – handelt es sich um zwei Prototypen eines sowjetischen Kolbenmotor-Jagdflugzeuges aus der Zeit des Zweiten Weltkrieges. Ziel der Entwicklung war es, ein Jagdflugzeug als integrierten Träger von Maschinenkanonen zu konstruieren und so die Bewaffnung im Luftkampf von den bis dato hauptsächlich verwendeten Maschinengewehren weiterzuentwickeln. Nachdem sich der Projektverlauf während des Krieges verzögerte, standen den Luftstreitkräften der Sowjetunion andere Flugzeugmuster mit ähnlichen Eigenschaften eher zur Verfügung und es kam nicht mehr zu einer Serienfertigung der ITP.

## Geschichte
Die Idee eines Jagdflugzeuges mit integrierter Kanonenbewaffnung stellte Nikolai Polikarpow im November 1940 der Führung der sowjetischen Luftstreitkräfte vor. Den Hauptverwendungszweck sah er in der Eskorte von Bombern und für schlagkräftige Angriffe auf Bodenziele. Hierfür wurden die Arbeiten an zwei Prototypen mit den Bezeichnungen M-1 und M-2 begonnen. Der Prototyp M-1 wurde unter dem Dach des OKB-51 – welches seinen Sitz auf dem Chodynkafeld nordwestlich vom Moskauer Stadtzentrum hatte – entworfen und gebaut. Die Fertigstellung des Prototyps erfolgte im Oktober 1941. Da aber im selben Zeitraum der Frontverlauf während des Deutsch-Sowjetischen Kriegs kontinuierlich näher an Moskau rückte, kam es nicht mehr zu ersten Flugversuchen und die Maschine wurde mit der Bahn nach Nowosibirsk evakuiert. Erst am 23. Februar 1942 erfolgte dort dann der Erstflug. Bei der Erprobung erwies sich der verwendete Klimow M-107P als unzureichend für das Gesamtgewicht und allgemein als zu unzuverlässig. Als Ersatz entschieden sich die Konstrukteure für den Motor Mikulin AM-37, einer verbesserten Version des Mikulin AM-35 mit Kompressor und Ladeluftkühler, welcher bereits in der Großserie der MiG-3 Verwendung fand. Damit entfiel motorbauartbedingt die Möglichkeit einer in der Motornabe integrierten Waffe und der Prototyp M-2 musste für den längeren Motor entsprechend angepasst wurde. Die Maschine hatte ihren Erstflug nach den Anpassungen am 23. November 1943. Der erste Prototyp M-1 fand fortan nur noch Verwendung als Flugzeugzelle für statische Tests.
Die Flugerprobung der M-2 lief bis 1944, wobei es immer wieder Probleme mit der Zuverlässigkeit der Motoren gab. Nachdem aber auch das Triebwerk AM-37 nicht in Serie produziert wurde und mit Typen wie der weiterentwickelten MiG-3U, der Jak-3 oder der La-5 ähnlich bewaffnete Flugzeugmuster zur Verfügung standen, stellte man die Entwicklungsarbeiten Ende 1944 ein.

## Konstruktion
Die ITP war ein Tiefdecker und gilt als das letzte, tatsächlich gebaute, kolbenmotorgetriebene Flugzeug aus dem Hause Polikarpow. Die Konstruktion bestand aus einer gemischten Bauweise mit einem hölzernen Monocoquerumpf aus geformt und geklebtem Birkensperrholz. Das Tragwerk mit den beiden Hauptholmen und den Flügeln bestand aus Aluminium, genauso wie die Beplankung. Ergänzend zum leichten Aluminium wurde der Pilot von einer 13 mm starken Stahlplatte vor Beschuss durch einen Verfolger geschützt. Um die Manövrierfähigkeit zu erhöhen, besaßen die Flügelvorderkanten automatisch angesteuerte Vorflügel. Darüber hinaus waren die selbstabdichtenden Tanks mit Ausnahme eines zentralen Tanks unter dem Pilotensitz weitestgehend in die Flügel integriert. Die Wasserkühler des Motors wurden in das Flügelmittelteil mit Einlässen in den Flügelwurzeln eingebaut, während sich der Ölkühler direkt unter dem Motor befand. Der gebogenen, einteiligen Windschutzscheibe fehlte eine flache Frontplatte, was dem Piloten eine verzerrte Sicht gab. Um die Entwicklung zu beschleunigen wurden Teile der I-185 übernommen. Zum Beispiel das Cockpit, das Heck mit dem Leitwerk und das einschließlich des Spornrades vollständig einziehbare Fahrwerk.
Die Basisbewaffnung bestand aus zwei 20-mm-SchWAK-Kanonen mit jeweils 200 Schuss Munition, die an den Seiten der Rumpfnase angebracht waren und synchronisiert durch den Propeller schossen. Die Version M-1 verwendete darüber hinaus einen Motor vom Typ Klimow M-107P mit 1300 PS. In der Version „P“ (russisch Пушечный ‚Kanone‘) bot der Motor Raum für eine mittig integriert Waffe. Im Fall der ITP M-1 handelte es sich um eine 37-mm-Kanone vom Typ Schpitalny (russisch Шпитальный) SchK-37, welche durch die Propellernabe feuerte und 50 Schuss Munition mit sich führte. Mit dieser Kanone und zusätzlicher Abwurfbewaffnung stieg das Abfluggewicht auf 3570 kg und machte die ITP zu einem der schwersten einsitzigen Flugzeuge seiner Zeit.
Für die Version M-2 war bereits sicher, dass der unzuverlässige M-107P-Motor nicht als Serienprodukt zur Verfügung stehen würde. Entsprechend passte man die Konstruktion an, um den Mikulin AM-37 mit 1230 kW (1650 PS) aufnehmen zu können und erweiterte den Rahmen später sogar noch für die Aufnahme des Nachfolgers Mikulin AM-39, der bis zu 1345 kW (1800 PS) leisten sollte. Da diese Triebwerke jedoch keine zentrale Waffe aufnehmen konnten, wurde an Stelle der 37-mm-Kanone eine weitere 20-mm-Kanone am seitlichen Rumpf verbaut. Ergänzend trugen beide Prototypen optional Aufnahmen für acht umgelenkte Luft-Boden-Raketen vom Typ RS-82 oder Befestigungen für zwei 100-kg-Bomben unter den Flügeln.

## Technische Daten
| Kenngröße             | M-1                                                              | M-2                                          |
| --------------------- | ---------------------------------------------------------------- | -------------------------------------------- |
| Besatzung             | 1 Pilot                                                          | 1 Pilot                                      |
| Länge                 | 8,95 m                                                           | 9,20 m                                       |
| Spannweite            | 10,00 m                                                          | 10,00 m                                      |
| Höhe                  | 3,335 m (inkl. Fahrwerk)                                         | 3,335 m (inkl. Fahrwerk)                     |
| Flügelfläche          | 16,50 m²                                                         | 16,50 m²                                     |
| Flügelpfeilung        | 21,1 %                                                           | 21,1 %                                       |
| Flügelstreckung       | 6,1                                                              |                                              |
| Flächenbelastung      | 205 kg/m²                                                        | 216 kg/m²                                    |
| Rüstmasse             | 2.910 kg                                                         | 2.910 kg                                     |
| Startmasse            | 3.570 kg                                                         | 3.570 kg                                     |
| Antrieb               | ein Klimow M-107P                                                | ein Mikulin AM-39                            |
| Leistung              | 1.300 PS (956 kW)                                                | 1.800 PS (1.324 kW)                          |
| Höchstgeschwindigkeit | 541 bis 586 km/h auf Meereshöhe 645 bis 655 km/h in 6.200 m Höhe |                                              |
| Landegeschwindigkeit  | 130 km/h                                                         | 130 km/h                                     |
| Steigleistung         | 16,6 m/s in Meereshöhe, 12,45 m/s in 5.000 m                     | 16,6 m/s in Meereshöhe, 12,45 m/s in 5.000 m |
| Steigzeit             | 6 min auf 5.000 m Höhe                                           | 6 min auf 5.000 m Höhe                       |
| Gipfelhöhe            | 11.500 m                                                         | 11.500 m                                     |
| Reichweite            | 1.280 km                                                         | 980 km                                       |
| Bewaffnung            | 2 × 20-mm-Kanone SchWAK 37-mm-Kanone Schpitalny SchK-37          | 3 × 20-mm-Kanone SchWAK                      |
| Optional              | 8 × RS-82 oder 2 × 100-kg-FAB-Freifallbombe                      | 8 × RS-82 oder 2 × 100-kg-FAB-Freifallbombe  |